# Philadelphia 76ers 2015-2016
La stagione 2015-16 dei Philadelphia 76ers fu la 67ª nella NBA per la franchigia.
I Philadelphia 76ers arrivarono quinti nella Atlantic Division della Eastern Conference con un record di 10-72, non qualificandosi per i play-off.

## Roster
| N° | Naz.                   | Ruolo | Sportivo         | Anno | Alt. | Peso \|\| |
| -- | ---------------------- | ----- | ---------------- | ---- | ---- | --------- |
| 0  | Stati Uniti (bandiera) | G     | Isaiah Canaan    | 1991 | 183  | 85        |
| 1  | Stati Uniti (bandiera) | G     | Ish Smith        | 1988 | 183  | 79        |
| 1  | Stati Uniti (bandiera) | G     | Tony Wroten      | 1993 | 196  | 93        |
| 4  | Stati Uniti (bandiera) | A     | Nerlens Noel     | 1994 | 211  | 103       |
| 5  | Stati Uniti (bandiera) | G     | Kendall Marshall | 1991 | 193  | 91        |
| 7  | Stati Uniti (bandiera) | A     | Carl Landry      | 1983 | 206  | 112       |
| 8  | Stati Uniti (bandiera) | C     | Jahlil Okafor    | 1995 | 211  | 125       |
| 9  | Stati Uniti (bandiera) | A     | JaKarr Sampson   | 1993 | 206  | 98        |
| 9  | Stati Uniti (bandiera) | GA    | Sonny Weems      | 1986 | 198  | 93        |
| 11 | Canada (bandiera)      | G     | Nik Stauskas     | 1993 | 198  | 93        |
| 12 | Stati Uniti (bandiera) | G     | T.J. McConnell   | 1992 | 188  | 91        |
| 22 | Stati Uniti (bandiera) | A     | Richaun Holmes   | 1993 | 208  | 111       |
| 26 | Stati Uniti (bandiera) | G     | Phil Pressey     | 1991 | 180  | 79        |
| 31 | Stati Uniti (bandiera) | AP    | Hollis Thompson  | 1991 | 203  | 93        |
| 33 | Stati Uniti (bandiera) | A     | Robert Covington | 1990 | 206  | 98        |
| 35 | Stati Uniti (bandiera) | A     | Christian Wood   | 1995 | 211  | 100       |
| 39 | Stati Uniti (bandiera) | A     | Jerami Grant     | 1994 | 203  | 95        |
| 42 | Stati Uniti (bandiera) | C     | Elton Brand      | 1979 | 203  | 125       |

## Staff tecnico
- Allenatore: Brett Brown
- Vice-allenatori: Mike D'Antoni (dal 12 dicembre), Lloyd Pierce, Billy Lange, Will Weaver
- Vice-allenatori per lo sviluppo dei giocatori: Sean Rooks, Eugene Burroughs, Chris Babcock, Alvin Williams
- Preparatore fisico: Todd Wrigh
- Preparatore atletico: Kevin Johnson